# Detlef Karney
Detlef Karney (* 30. März 1950 in Frankfurt (Oder)) ist ein deutscher Politiker (CDU). Er war von 1999 bis 2009 für zwei Wahlperioden Mitglied des Landtages Brandenburg.

## Leben und Beruf
Von 1966 bis 1968 absolvierte er die Berufsausbildung zum Baumaschinisten. Anschließend lernte er zwei Jahre den Beruf des Vulkaniseurs und wurde schließlich 1973 Vulkaniseurmeister. Bis 1978 arbeitete er im väterlichen Betrieb und wurde dann selbständiger Handwerksmeister und Inhaber des Gewerbehofes Karney in Frankfurt (Oder).
Detlef Karney ist evangelisch und hat zwei Kinder.

## Politik
Seit 1997 ist er Mitglied der CDU und war stellvertretender Kreisvorsitzender der CDU im Landkreis Oder-Spree.
Mitglied des Landtages wurde er erstmals bei der Landtagswahl 1999. Bei der Landtagswahl 2004 zog er über die Landesliste erneut in den Landtag ein. In der 4. Wahlperiode war er stellvertretender Vorsitzender des Ausschusses für Wirtschaft. Außerdem war er Mitglied des Petitionsausschusses und stellvertretendes Mitglied im Ausschuss für Wissenschaft, Forschung und Kultur. Er leitete den Arbeitskreis Wirtschaft der CDU-Fraktion im Landtag Brandenburg.
Zu seinem Wahlkreis gehörten die Städte Eisenhüttenstadt und Friedland (Niederlausitz), sowie die Ämter Brieskow-Finkenheerd, Neuzelle und Schlaubetal.

## Sonstiges
Detlef Karney war Präsident der Handwerkskammer Frankfurt (Oder).

## Weblink
- Parlamentsdokumentation Brandenburg (der genaue Datensatz muss mit der Suchfunktion ermittelt werden)

| Personendaten    | Personendaten                  |
| ---------------- | ------------------------------ |
| NAME             | Karney, Detlef                 |
| KURZBESCHREIBUNG | deutscher Politiker (CDU), MdL |
| GEBURTSDATUM     | 30. März 1950                  |
| GEBURTSORT       | Frankfurt (Oder)               |